# 쾌락지구X
《쾌락지구X》(鸭王)는 2015년 공개된 홍콩의 드라마 영화이다. 구작문이 감독을 맡았다.

## 출연

### 주연
- 바이젠언
- 하패유
- 양민의
- 원가민
- 당자예